# Carrascosa de Abajo
Carrascosa de Abajo é um município da Espanha na província de Sória, comunidade autónoma de Castela e Leão, de área 23,55 km² com população de 34 habitantes (2006) e densidade populacional de 1,41 hab/km².

## Demografia
| Variação demográfica do município entre 1991 e 2004 | Variação demográfica do município entre 1991 e 2004 | Variação demográfica do município entre 1991 e 2004 | Variação demográfica do município entre 1991 e 2004 |
| --------------------------------------------------- | --------------------------------------------------- | --------------------------------------------------- | --------------------------------------------------- |
| 1991                                                | 1996                                                | 2001                                                | 2004                                                |
| 50                                                  | 47                                                  | 32                                                  | 33                                                  |